# Jakabs paleis
Jakabs paleis (voorheen Dziváks paleis genoemd) is een eclectisch gebouw met neogotische elementen, gelegen aan de Mlynská-straat in Košice. Het ligt dicht bij het spoorwegstation, en in de onmiddellijke nabijheid van het stadspark (in het Slowaaks: Mestsky Park) waarmede het verbonden is bij middel van een kleine brug.
Aanvankelijk lag het gebouw aan de oever van de Hornád, maar in 1968 werd de loop van deze stroom omgeleid naar de achterkant van het station, en in de oorspronkelijke bedding werd de drukke weg Štefánikova (met vier rijstroken) aangelegd.

## Geschiedenis

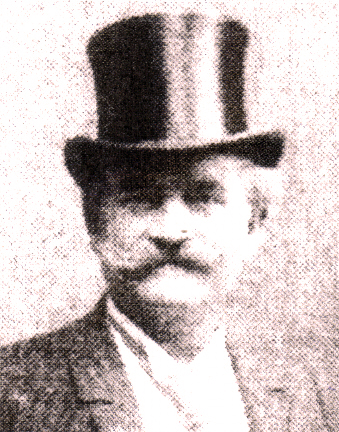
Portret van de architect en eerste eigenaar Peter Jakab.

Architect Péter Jakab ontwierp en bouwde het paleis voor zichzelf. De constructie werd voltooid in 1899.
In het gebouw verwerkte men onder meer oude stenen, afkomstig van het gewelf van de Sint-Elisabethkathedraal, die tijdens de grote renovatie van deze kerk, op het einde van de 19e eeuw, gerecupereerd werden.
Na de bevrijding in 1945 van Košice door het Sovjetleger was het paleis gedurende enige tijd de zetel van de president van Tsjecho-Slowakije Edvard Beneš, gedurende zijn tweede legislatuur.
Tussen 1992 en 2000 huisvestte het gebouw het British Council. Thans wordt het gebruikt voor grote sociale evenementen.
Het paleis is een nationaal cultureel monument.

## Eigenaren
Het paleis was eigendom van Jakab tot aan zijn dood in 1903. Toen de familie Jakab in 1908 uit Košice verhuisde, verkocht ze het gebouw aan Hugo Barkányi.
Na de Tweede Wereldoorlog kwam het paleis in het bezit van de stad. In 1989 diende de dochter van Barkányi, Katarína Póšová, een verzoek tot teruggave in. De rechtbank oordeelde in 1996 dat Jakabs paleis inderdaad deel uitmaakte van de erfenis der familie Barkányi. Ingevolge een beroepsprocedure besloot het gerecht in 1999 echter dat het paleis niet behoorde tot de nalatenschap. In 2001 besliste een rechtbank nogmaals dat het wel degelijk erfgoed van Barkányi was. De stad Košice vocht dit vonnis opnieuw aan, met als resultaat dat de rechtbank in 2005 uitspraak deed en het paleis aan de stad toewees. De familie van Barkányi ging tegen deze beslissing andermaal in beroep.